# Синьоль, Эмиль
Эмиль Синьоль (фр. Émile Signol; 11 марта 1804, Париж — 4 октября 1892[…], Ангьен-ле-Бэн) — французский живописец, писал картины преимущественно на исторические темы, а также портреты и жанровые произведения. Хотя Синьоль и жил во время расцвета романтизма в живописи, но придерживался строгого неоклассицизма и относился к романтическим тенденциям откровенно враждебно.

## Биография
Эмиль Синьоль родился в Париже. С детства увлёкся рисованием. Учился живописи у таких мастеров, как Мерри-Жозеф Блондель и Антуан-Жан Гро.
Дебют Синьоля произошёл в 1824 году, когда он выставил в Парижском салоне картину «Иосиф, рассказывающий братьям о своей мечте». Позднее он написал портрет Гектора Берлиоза. Эта работа была создана во Французской академии в Риме, на вилле Медичи, где композитор находился после триумфальной победы (в 1830 году он выиграл Римскую премию). В свою очередь Синьоль выиграл главный приз на конкурсе живописи с картиной «Титулус Круцис».
В 1840 году художник написал для парижской церкви Мадлен работу «Смерть Сапфиры». Впоследствии его пригласили принять участие в росписи сразу нескольких церквей: Сен-Рош, Сен-Северин, Сент-Эсташ и Сент-Огюстен. Четыре картины живописца украсили церкви парижскую Сен-Сюльпис.
Заслуги художника были отмечены высшей наградой Франции. В 1841 году он стал рыцарем ордена Почётного легиона, а в 1865 году — офицером.
В 1860 году Эмиля Синьоля избрали во французскую Академию изящных искусств, где он занимал почётное первое место среди академиков.
В 1862 году искусству живописи у Эмиля Синьоля (а также Марка Габриэля Шарля Глейра) учился Пьер Огюст Ренуар. Занятия проводились в Художественной школе при Лувре, находившейся напротив Академии изящных искусств. Чуть ранее (в 1861 году) Синьоль и Глэйр обучали технике рисования ещё одного знаменитого в будущем художника — Жан-Жюля-Антуана Леконта дю Нуи.
Эмиль Синьоль скончался в 1892 году в Монмаранси, Валь-д’Уаз.

## Известные работы
- «Похищение Психеи»
- «Пробуждение праведников» (Музей изобразительных искусств Анже)
- «Готфрид Бульонский»
- «Теология»
- «Титулус Круцис»
- «Портрет Берлиоза» (1832 год)
- «Святой Бернар проповедует Второй крестовый поход перед королем Людовиком VII, королевой Элеонорой Аквитанской и аббатом Сугерием в Везле, в Бургундии, 31 марта 1146 года» (1840 год)
- «Христос и падшая женщина» (1840 год)
- «Дагоберт I» (1842 год; Национальный музей Кастелло и Трианон, Версаль)
- «Взятие Иерусалима крестоносцами 15 июля 1099 года» (1847 год)
- «Испытание клеветой»
- «Апостол исцеляет больного возложением рук»

## Галерея

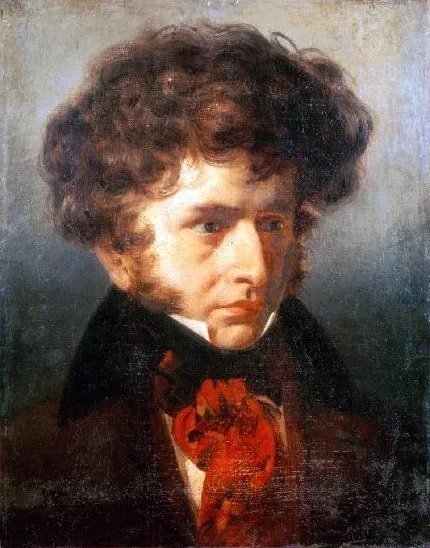
Портрет Гектора Берлиоза
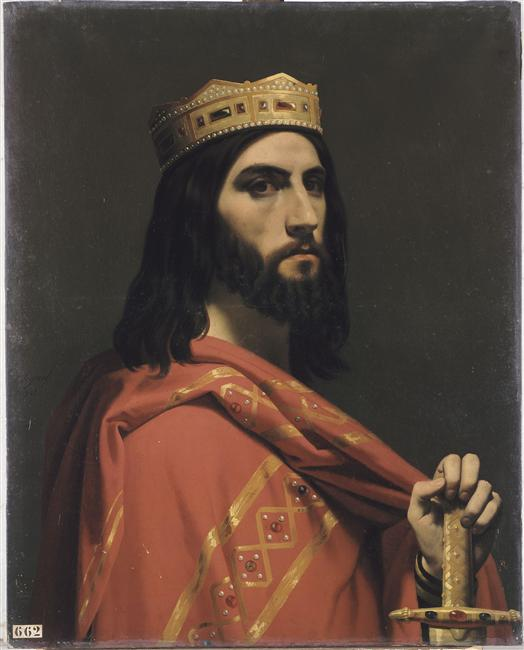
Король Дагоберт I
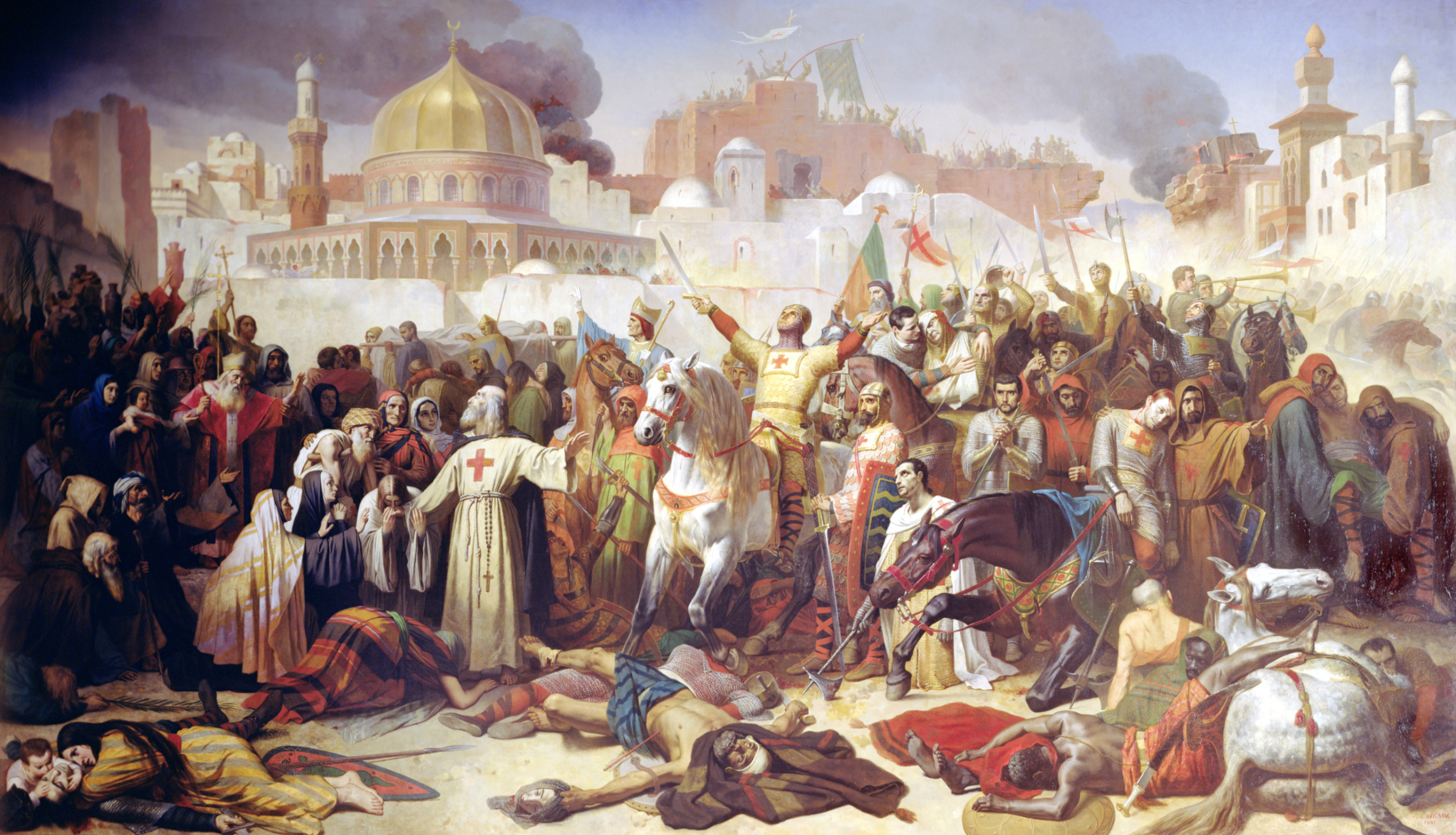
Взятие Иерусалима крестоносцами 15 июля 1099 года
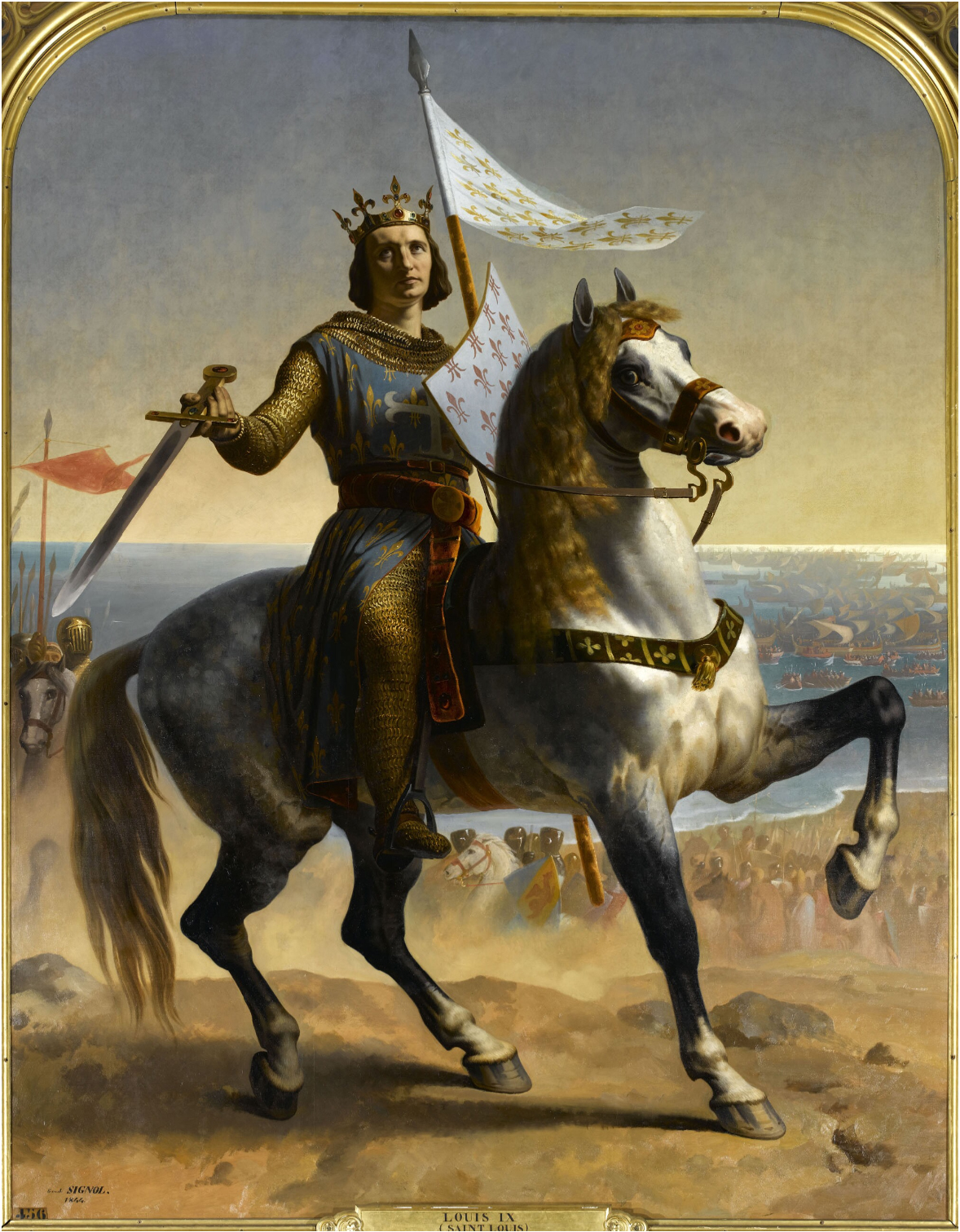
Людовик IX
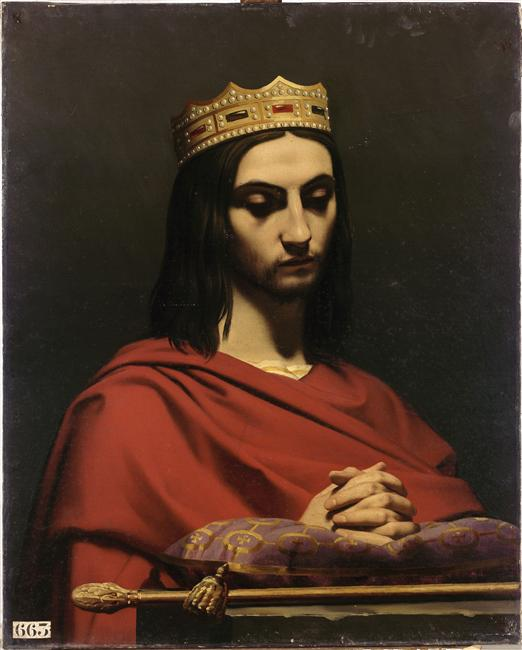
Хлодвиг II